# Rarwino (powiat kamieński)
Rarwino – osada w Polsce położona w województwie zachodniopomorskim, w powiecie kamieńskim, w gminie Kamień Pomorski, przy drodze wojewódzkiej nr 106 (Rzewnowo – Stargard – Pyrzyce).
W latach 1975–1998 miejscowość administracyjnie należała do województwa szczecińskiego.
W 2010 r. utworzono sołectwo Rarwino, obejmujące tylko wieś Rarwino. Wcześniej wieś należała do sołectwa Rzewnowo.

## Historia
Pierwsze historyczne wzmianki o miejscowości pochodzą z 1299, 1313 i 1380 roku.  
W latach 1434–1445 wieś była podzielona na trzy części lenne (A, B, C). 
Część A początkowo należała do rodziny von Zastrowów. Od 1679 roku była własnością rodu von Brüsewitzów. W 1742 roku właścicielami majątku była rodzina von Wachholtzów. W 1774 roku właścicielami byli von Neumannowie. Od 1800 roku do lat dwudziestych XX wieku majątek należał do rodziny Knollów. Prawdopodobnie za czasów tej rodziny powstał folwark, który pod koniec XIX wieku obejmował 400 ha gruntów ziemskich. W 1927 roku właścicielem majątku został Carl Grabow (z 49 ha ziemi wydzielono 3 siedliska). W 1939 roku ostatnim właścicielem majątku A liczącego 352 ha ziemi był Hans Grabow, a zarządcą R. Dierlam. 
Część B, złożona z 2 zagród pełnych i 1 zagrodnika, w 1599 roku należała do rodziny von Flemmingów. W 1732 roku właścicielami majątku została rodzina von Wachholtzów. Od 1769 roku właścicielami części B były kolejno rodziny Vollertów, Steffenhagenów i w końcu Ganzów. W 1856 roku majątek B został kupiony i połączony z majątkiem C przez Theodora Elbe. 
Część C pierwotnie złożona z 2 zagród należała do rodziny von Zastrowów. Na początku XVII wieku część wsi należała do rodziny von Flemmingów. Od 1702 roku nowymi właścicielami była rodzina von Brüsewitzów. Następnie przez posag majątek należał do Granza. Na początku XIX wieku właścicielem został B. Steffenhagen. W 1856 roku część C weszła w skład majątku B, którego właścicielem był Theodor Elbe. Połączony majątek obejmował 933 morgi ziemi i 5 zagród. W 1893 roku majątek został rozparcelowany. Właścicielem największej części liczącej 117 ha ziemi był F. Elert. W 1939 roku właścicielem tego majątku liczącego 140 ha ziemi był Emil Elert. 
Podczas II wojny światowej w lutym 1945 r. przez wieś przeszedł marsz śmierci jeńców alianckich z niemieckiego obozu jenieckiego Stalag XX B.
Po II wojnie światowej majątek (A i B) wszedł w skład Państwowego Funduszu Ziemskiego. Około 1950 roku został utworzony PGR, który do 1993 roku należał do KPGR w Niemicy.

## Dwór
We wsi znajduje się bezstylowy dwór o powierzchni 410 m² zbudowany na przełomie XIX i XX wieku, modernizowany w 1923 roku. Jest to budynek dwukondygnacyjny założony na rzucie litery C, z dobudowanym niższym skrzydłem, gankiem przed wejściem zwieńczonym balkonem, kryty dachem mansardowym z naczółkami i lukarną. W 2016 dach zabytku przeszedł generalny remont. Budynek obecnie pełni funkcje mieszkalne.  
W sąsiedztwie znajdują się częściowo zachowane zabudowania folwarczne i park. Obiekt jest dostępny z zewnątrz.  